# Sirio (telefono)

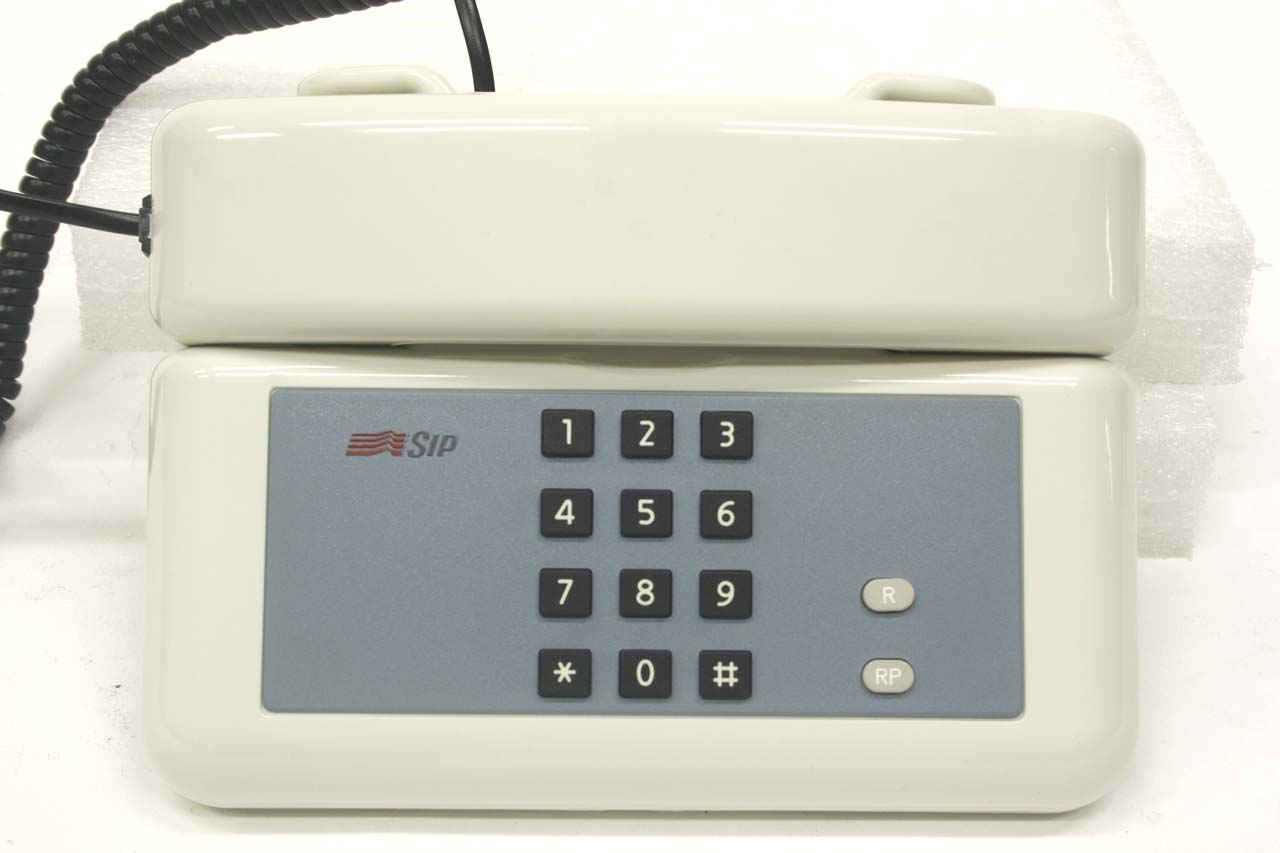
Il telefono nella classica colorazione in avorio con il frontale avio

Il nome Sirio identifica una serie di telefoni fissi italiani, iniziata nel 1990 con il primo apparecchio prodotto da Brondi e FATME per la SIP.
Quest'ultimo venne disegnato da Giugiaro Design nel 1987, che pensò a un apparecchio dalle linee semplici e allo stesso tempo eleganti e conformi all'esigenza dell'azienda di produrlo su larga scala per sostituire il predecessore Pulsar.
La colorazione esterna era generalmente avorio con mascherina blu avio, ma successivamente furono proposti colori diversi (nero, verde, rosso, amaranto, multicolor).

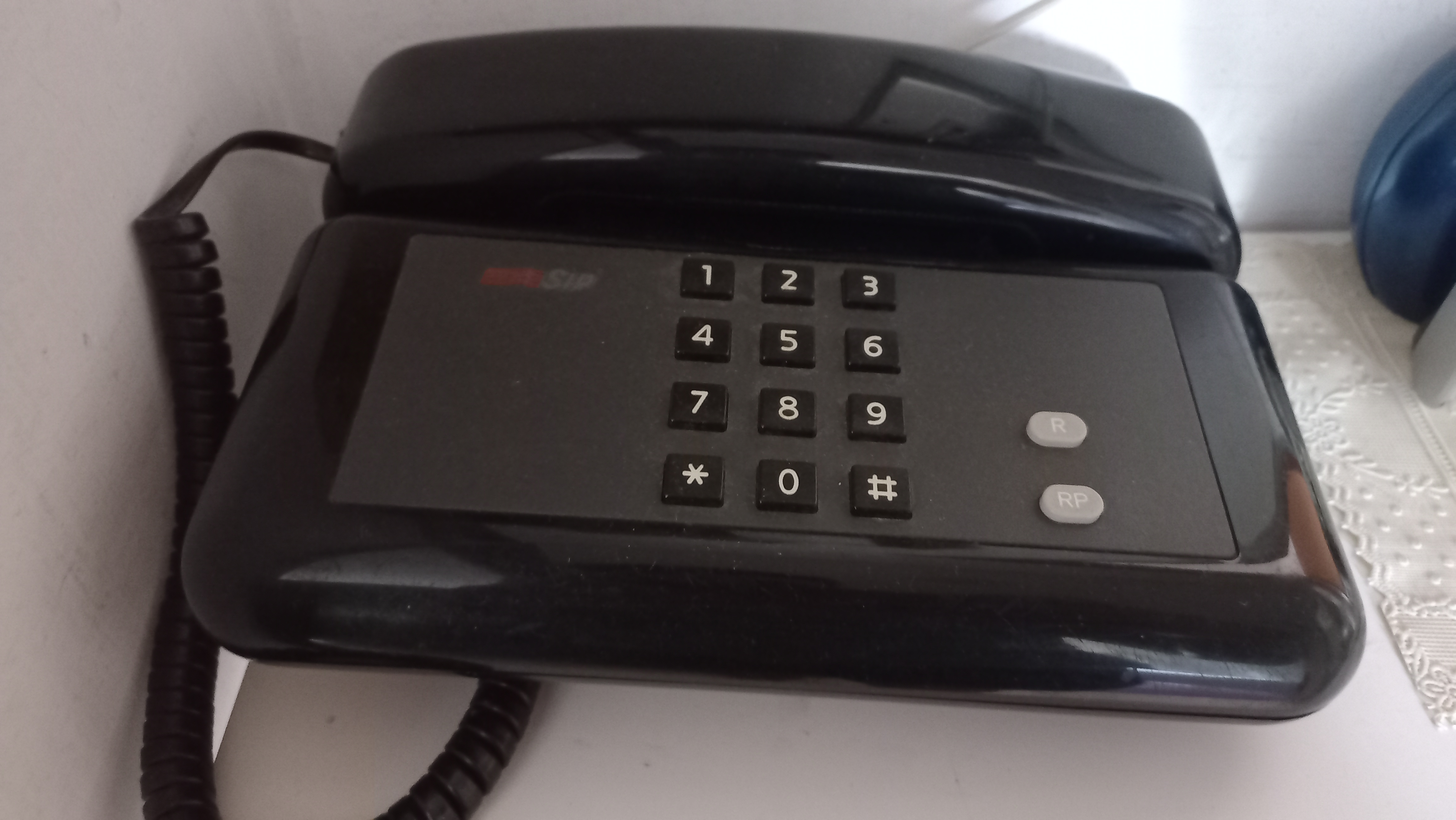
Telefono Sirio nella versione colore nero

## Caratteristiche
Fu il primo telefono fisso in Italia predisposto alla selezione del numero con toni DTMF a multifrequenza. Un commutatore posto sul retro dell'apparecchio permetteva di scegliere manualmente se comporre il numero con tonalità DTMF oppure con tonalità decadica, a sequenza d'impulsi. Tale commutazione era necessaria poiché, all'epoca in cui il Sirio venne distribuito dalla SIP, non tutta la rete telefonica italiana era già in grado di effettuare la selezione a multifrequenza, ed era dunque necessario fornire un apparecchio in grado di operare a prescindere dal fatto di essere collegato a una più moderna centrale elettronica (abilitata anche alla selezione a multifrequenza) oppure elettromeccanica (quindi in grado di operare solo con selezione decadica a treno d'impulsi, che era stato l'unico sistema usato fino a quel momento). Quando veniva attivata la selezione decadica, gli impulsi corrispondenti alle cifre del numero composto venivano generati elettronicamente da un circuito interno.
Oltre ai normali tasti per le dieci cifre, il telefono aveva:
- tasti * e #, utili per i servizi aggiuntivi messi a disposizione dalle centrali elettroniche;
- tasto di richiamata dell'ultimo numero composto (RP);
- tasto di messa in attesa (R) per servizio di attesa su centralini privati e per fruire dell'avviso di chiamata e della conversazione a tre, servizi supplementari per mettere in attesa una telefonata e rispondere a un'altra oppure chiamare due persone contemporaneamente.

Sul retro dell'apparecchio erano presenti due commutatori:
- selettore del tipo di selezione (decadica o multifrequenza);
- selettore del volume della suoneria (alto, medio o basso volume).

L'apparecchio Sirio è stato il primo, tra quelli realizzati per conto della SIP, a essere dotato di presa-jack RJ-11: veniva infatti fornito sia con il cavo che terminava direttamente con la spina per presa telefonica tripolare, sia con il cavo che terminava con il jack RJ-11 e l'apposito adattatore per presa tripolare.

## Sirio Plus
Ne fu realizzata anche una versione denominata Sirio Plus provvista di mini-altoparlante/microfono grazie al quale, con la pressione del relativo pulsante, si potevano fare chiamate in vivavoce, oltre a essere dotato di tre tasti nei quali era possibile codificare tre numeri frequenti per le chiamate rapide.

### Versione per Posto Telefono Pubblico
Un'altra versione dello stesso telefono era realizzata sulla stessa scocca e con un telaio simile, ma veniva installato in verticale in un Posto Telefono Pubblico, in colore rosso, con cornetta, spesso in tinta, ma più frequentemente era nera, per poter chiamare con il sistema teletaxe: una volta giunti al Posto Telefono Pubblico, si comunicava l'intenzione di avviare una chiamata, l'esercente abilitava la linea con un commutatore rotante e, solo allora, si poteva comporre il numero da chiamare. Per l'utente, sullo stesso telefono, veniva mostrato sul display il numero di scatti totalizzato, da comunicare all'esercente per il corrispettivo da pagare. L'esercente era dotato anch'egli di un contascatti a doppia finestra, in cui, poteva vedere il totale degli scatti complessivi generati da tutte le chiamate in uscita dal Posto Telefono Pubblico, così come del conteggio degli scatti realizzati quando un cliente desiderava stabilire una comunicazione.

## Sirio Memo
Sul disegno del telefono a teletaxe, ne venne realizzato anche uno, con gli stessi colori del Sirio base (corpo e cornetta bianco, maschera blu, chiamata nei cataloghi SIP-Telecom Italia "Avion" e tasti neri con simboli bianchi), dotato di display, memorie di composizione rapida, anche per collegamento a centralini e, di una segreteria telefonica integrata, con registrazione dei messaggi su nastro magnetico, in formato micro cassette.

## Sirio 2000

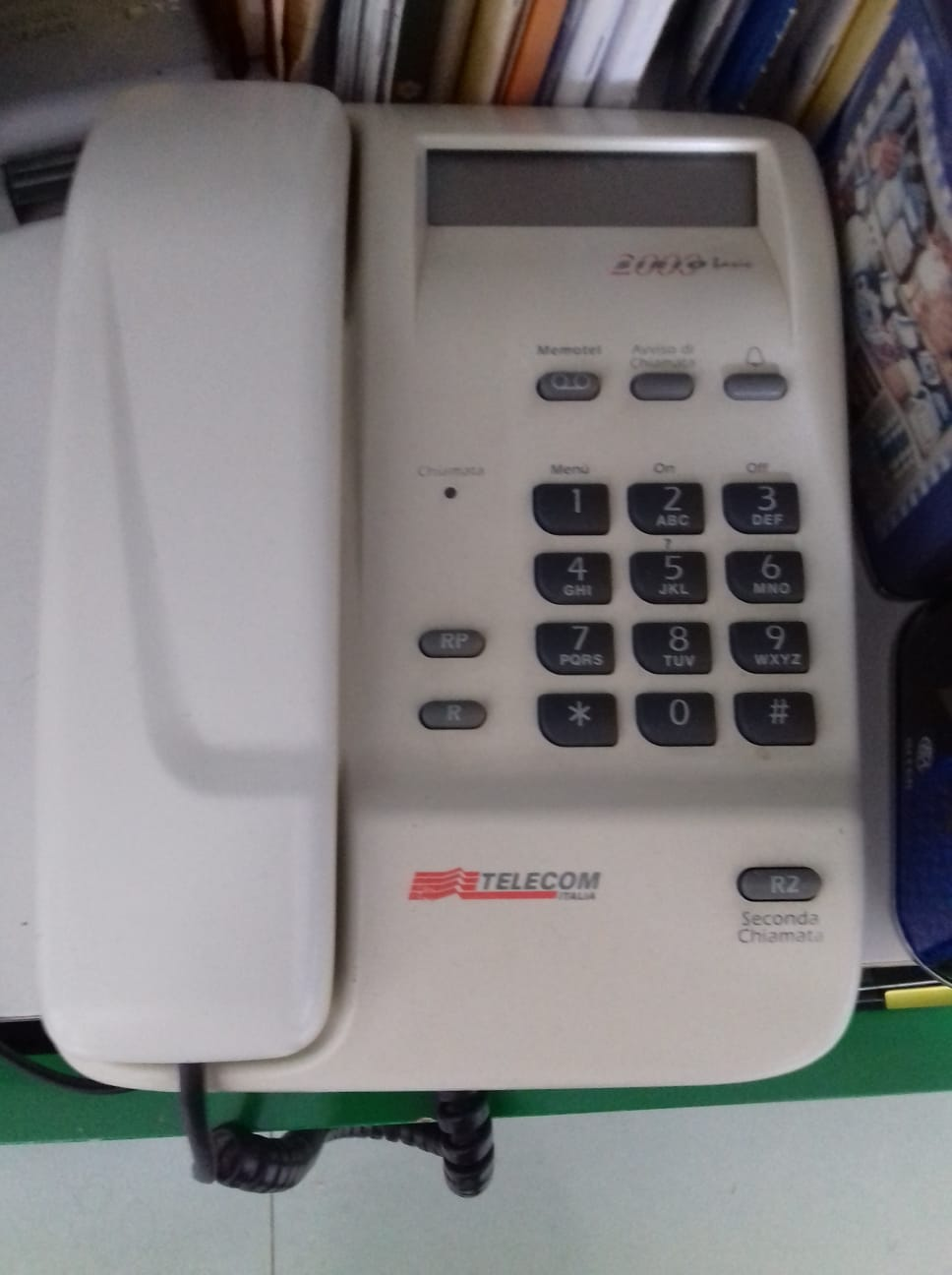
Un Sirio 2000 Basic

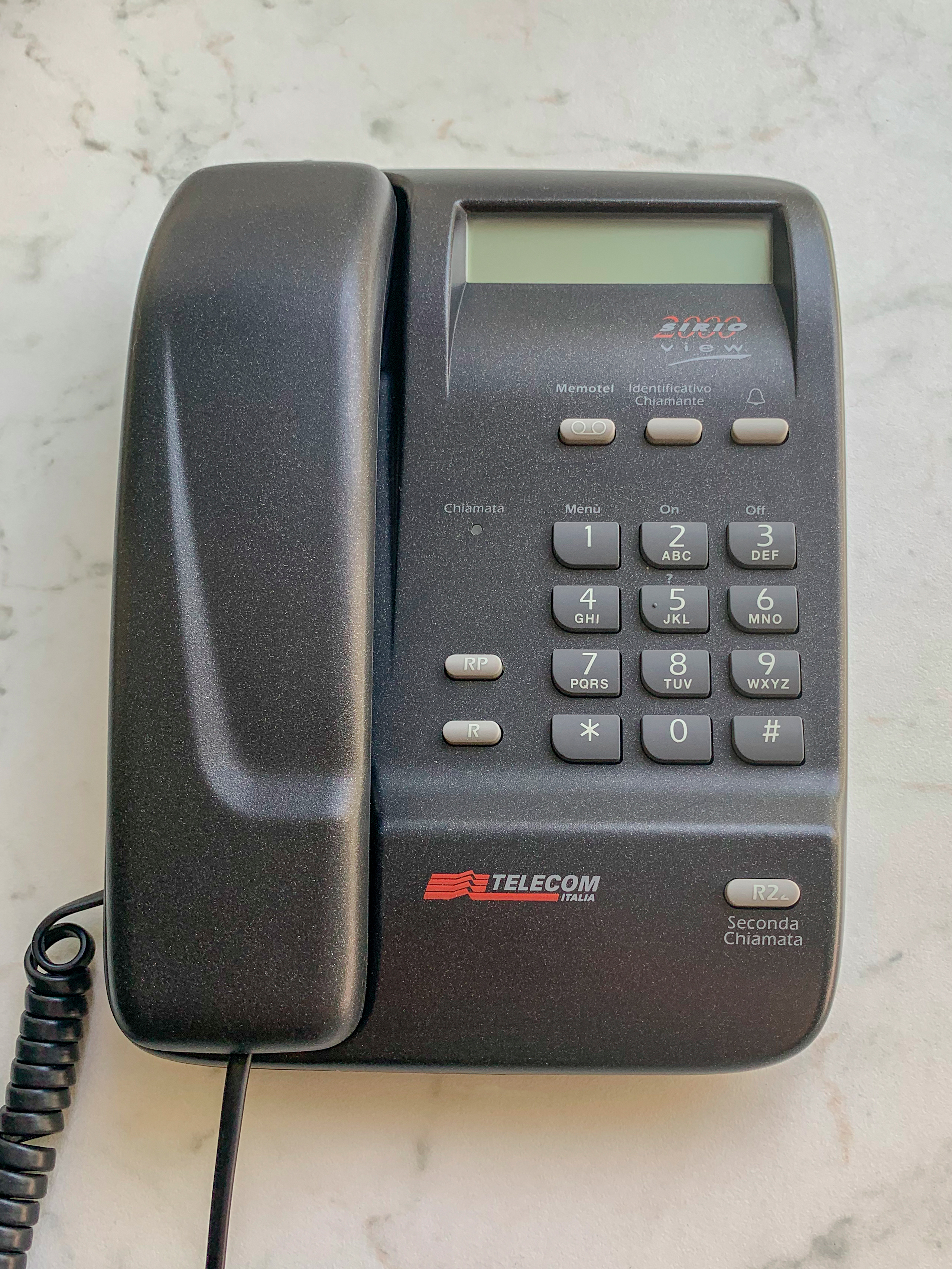
Un Sirio 2000 View

La denominazione "Sirio" è stata successivamente estesa anche ad altri apparecchi di Telecom Italia, installabili anche a parete.
All'inizio del nuovo millennio è stato introdotto il modello Sirio 2000, apparecchio totalmente differente dal Sirio originale, disegnato da Pininfarina e dotato di display per la visualizzazione del numero del chiamante. Sono state realizzate anche altre due versioni. una versione denominata Sirio 2000 View, dotata di funzione "Caller ID" (ribattezzata in Italia "Chi è?"), per visualizzare il numero della chiamata in arrivo, e un'altra, denominata Sirio 2000 Plus View, che differisce dalle versioni Basic e View poiché dotata di altoparlante per le chiamate in vivavoce e della funzione "Chi è?", disponibile sul Sirio 2000 View, oltre ad alcune memorie rapide per i numeri chiamati più di frequente. Il telefono nella versione più comune è di colore bianco ma ne sono stati realizzati esemplari in vari altri colori.
Sia il Sirio 2000 Basic che il Sirio 2000 View e il Sirio 2000 Plus View, dispongono anche della possibilità di escludere la suoneria. 
È stata realizzata anche una versione a serie limitata denominata Sirio 2000 Giubileo in occasione del Giubileo del 2000.

## Sirio 187

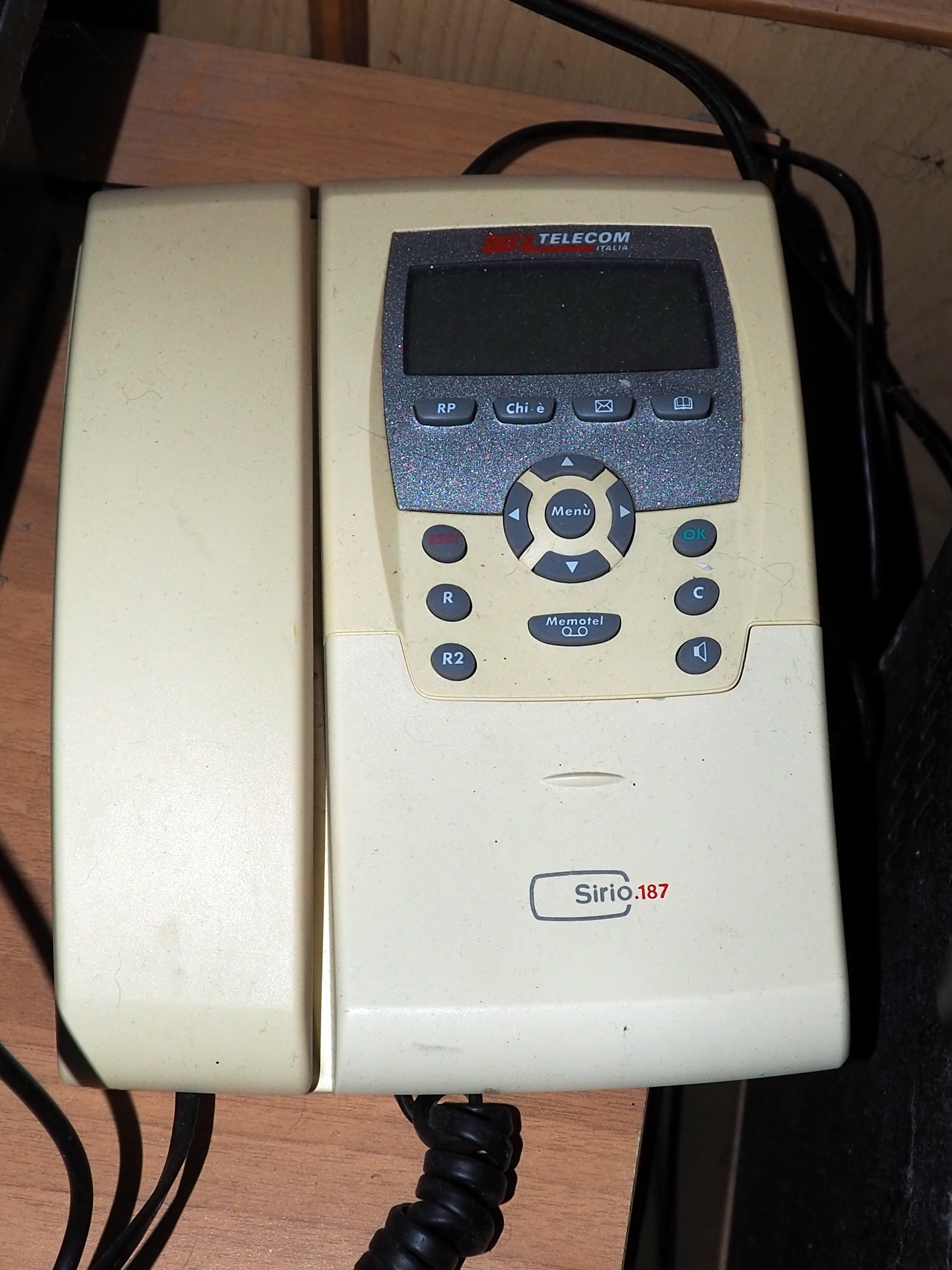
Un Sirio 187

Il Sirio 187 (così denominato con riferimento al numero 187 del servizio clienti di Telecom Italia) è il modello di telefono che ha sostituito il Sirio 2000. Questo telefono, prodotto principalmente da DIAL FACE (ex FACE Standard) è caratterizzato oltre alla possibilità di visualizzare in una lista le chiamate ricevute e non solo l'ultimo numero, dalla presenza di una rubrica in cui memorizzare un ampio numero di contatti con nome e dalla possibilità di inviare messaggi di testo SMS. Ne sono state realizzate tre versioni: la versione standard denominata semplicemente Sirio 187, una versione con funzionalità ridotte denominata Sirio 187 Basic, riconoscibile per la mancanza dello sportellino di copertura dei tasti numerici presente nella versione standard e per la mancanza del vivavoce, e una versione con funzionalità avanzate denominata Sirio 187 Plus che aveva la possibilità di collegare in modalità wireless una tastiera alfanumerica per facilitare la digitazione degli SMS.

## Sirio Punto

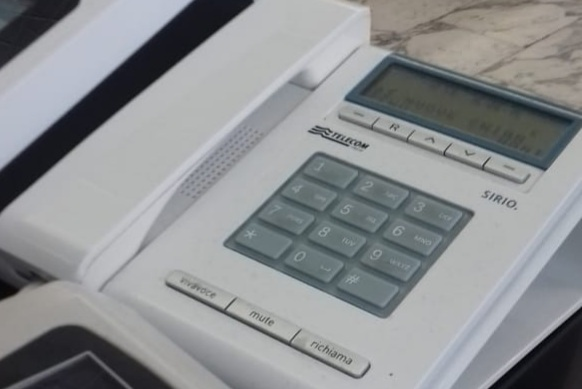
Un Sirio punto

A partire dal 2011 il modello Sirio 187 è stato gradualmente sostituito dal modello "Sirio." (Sirio punto). Si tratta di un modello molto simile al precedente con i dovuti ritocchi; questo modello è rimasto in produzione fino al marzo 2014 e riprendendone la produzione nel luglio successivo.

## Sirio Classico
Nel 2016 viene lanciato il modello "Sirio classico", il quale funziona in modo simile al Sirio punto ma ha un'estetica molto simile a quella del primo telefono SIP Bigrigio. Inizialmente viene venduto sotto il marchio di Telecom Italia, successivamente acquisisce il marchio di TIM.

## Sirio Maxi
Dai primi anni duemila TIM produce una versione specifica per le persone con problemi alla vista: il Sirio maxi.
A differenza del tipo tradizionale, i tasti numerici sulla tastiera del Sirio maxi sono più grandi, inoltre uno degli ultimi modelli attualmente in vendita dal 2012 è dotato di un display che, oltre a visualizzare il numero telefonico del chiamante sul display frontale (se tale funzione è stata richiesta e attivata), si può illuminare, avvisando così della telefonata anche in caso di oscurità dell'ambiente in cui è installato.